# Liste des cathédrales de l'Alagoas
Cet article recense les cathédrales de l'Alagoas au Brésil.

## Généralités
Les cathédrales érigées dans l'État de l'Alagoas sont des édifices de l'Église catholique. Administrativement, l'État est couvert par un archidiocèse et deux diocèses : on y compte trois cathédrales et une cocathédrale.

## Liste

### Cathédrales
| Édifice                      | Ville               | Diocèse                  | Coordonnées                        | Illus. |
| ---------------------------- | ------------------- | ------------------------ | ---------------------------------- | ------ |
| Notre-Dame-des-Prazeres (id) | Maceió              | Maceió                   | 9° 39′ 55″ sud, 35° 44′ 08″ ouest  |        |
| Notre-Dame-d'Amparo (id)     | Palmeira dos Índios | Palmeira dos Índios (pt) | 9° 24′ 15″ sud, 36° 37′ 45″ ouest  |        |
| Notre-Dame-du-Rosaire (id)   | Penedo              | Penedo (pt)              | 10° 17′ 20″ sud, 36° 35′ 08″ ouest |        |

### Cocathédrale
| Édifice                   | Ville     | Diocèse     | Coordonnées                       | Illus. |
| ------------------------- | --------- | ----------- | --------------------------------- | ------ |
| Notre-Dame-du-Bon-Conseil | Arapiraca | Penedo (pt) | 9° 45′ 04″ sud, 36° 39′ 44″ ouest |        |